# NGC 1036
NGC 1036 este o galaxie situată în constelația Berbecul. A fost descoperită în 29 noiembrie 1785 de către William Herschel. Se află la o distanță de 12,4 megaparseci de Pământ.